# Teplice nad Bečvou
Teplice nad Bečvou (in tedesco Teplitz-Bad) è un comune della Repubblica Ceca facente parte del distretto di Přerov, nella regione di Olomouc.